# 반익순
반익순(潘益淳, ? ~ 1388년)은 고려의 문신이다. 본관은 거제(巨濟)이며, 간의대부 반부(潘阜)의 증손이다. 벼슬은 좌시중(左侍中)을 지냈다.

## 생애
아들 반복해(福海)가 우왕(禑王)의 수양아들이 되자 1387년(우왕 13년) 문하평리(門下評理)였던 반익순은 우시중(右侍中)에 제수되었다.
좌시중(左侍中) 반익순(潘益淳)이 최영에게 말하기를, "공께서는 선왕(先王)의 두터운 신임을 받았으며, 온 나라의 신망을 받고 있습니다. 지금 나라가 위태로운데, 어찌 힘써 대책을 세우지 않습니까?"라고 물었다. 이에 최영은 "집권자가 이익만 밝히고 악행을 거듭해 패망을 재촉하니 이 늙은이가 장차 무엇을 하겠습니까?"라고 탄식했다.
1388년 최영(崔瑩)·이성계(李成桂) 등이 당시 세력가였던 이인임·염흥방·임견미(林堅味) 등을 축출하자 당시 임견미의 도당이었던 반복해가 연루되면서 아버지인 반익순도 연좌되어 처형되었다.